# باتريك كولمان
باتريك كولمان (بالألمانية: Patrick Kohlmann)‏ (25 فبراير 1983 بدورتموند في ألمانيا - ) هو لاعب كرة قدم ألماني في مركز الدفاع. شارك مع منتخب جمهورية أيرلندا تحت 21 سنة لكرة القدم. أما مع النوادي، فقد لعب مع بوروسيا دورتموند 2 وبوروسيا دورتموند وهولشتاين كيل ويونيون برلين وFC Rot-Weiß Erfurt ‏.

## وصلات خارجية
- باتريك كولمان على موقع قاعدة بيانات كرة القدم.إي يو (الإنجليزية)
- باتريك كولمان على موقع بيانات كرة القدم. دي إي (الألمانية)
- باتريك كولمان على موقع عالم كرة القدم.نت (الإنجليزية)